# Nätraån
Nätraån är en mindre skogsälv, som börjar mitt i Ångermanland i Skorpeds socken och vars viktigaste källflöde är Flärkån. Stor-Degersjön avrinner i Nätraån. Ån flyter sedan genom Nätra och Sidensjö socknar – förbi Västanå mellan Bjästa och Sidensjö – och rinner slutligen ut i Bottenhavet vid Köpmanholmen. 
Fyra kraftstationer reglerar Nätraåns huvudflöde, från norr; Sidensjö, Brynge, Nyfors och Fors. 
Övre delen av ån är en populär kanotled. Total längd cirka 100 km.